# Teatr bulwarowy
Teatr bulwarowy – teatr prezentujący repertuar o lekkim charakterze: komedie, farsy, których fabuła podejmuje tematykę zdrady małżeńskiej, romansów, trójkątów miłosnych. 
Nazwa pierwotnie odnosiła się do XIX-wiecznych teatrzyków działających w Paryżu przy ulicy Boulevard du Temple, która ze względu na tematykę wystawianych tu sztuk zyskała miano Boulevard du Crime (Ulicy Złoczyńców). W repertuarze dominowały niewyszukane melodramaty, w których sprawiedliwość zawsze triumfowała, dobrzy bohaterowie dokonywali pomsty za krzywdy uciśnionych niewinnych dzieci czy dziewic. Siłą teatru bulwarowego były liczne perypetie bohaterów, nagłe zwroty akcji, częste zmiany dekoracji. Choć teatr bulwarowy zyskał miano niewyszukanej rozrywki, to jednak wywarł istotny wpływ na kształtowanie się teatru romantycznego z jego zamiłowaniem do bogatej scenografii. Sztuki bulwarowe wywarły także wpływ na twórczość teatralną polskich romantyków: Adama Mickiewicza, Juliusza Słowackiego, Zygmunta Krasińskiego. 